# Tellina margaritina
Tellina margaritina is een tweekleppigensoort uit de familie van de Tellinidae. De wetenschappelijke naam van de soort is voor het eerst geldig gepubliceerd in 1818 door Lamarck.